# Langdysse im Roden Skov

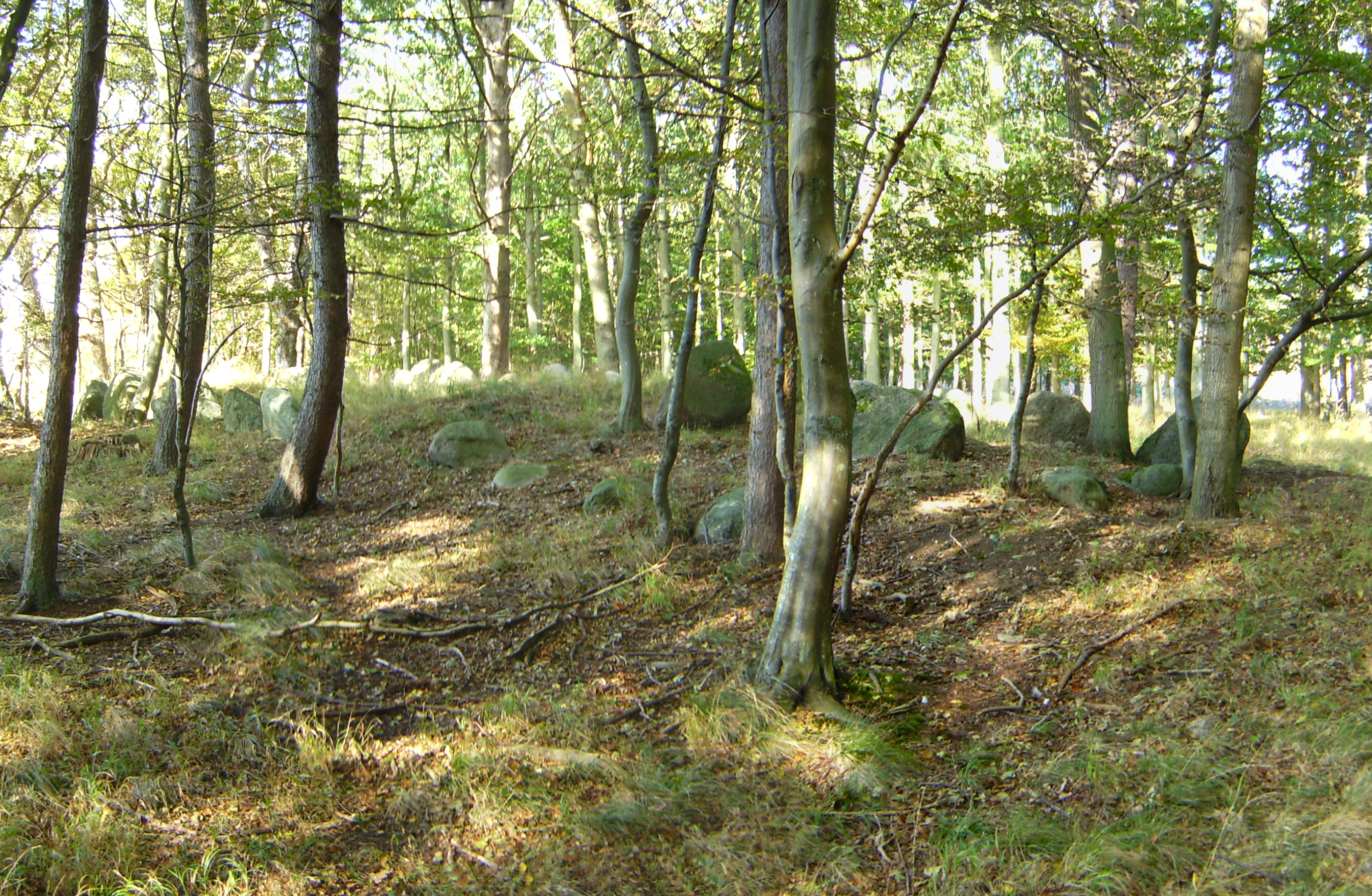
Langdysse SB 12 im Roden Skov

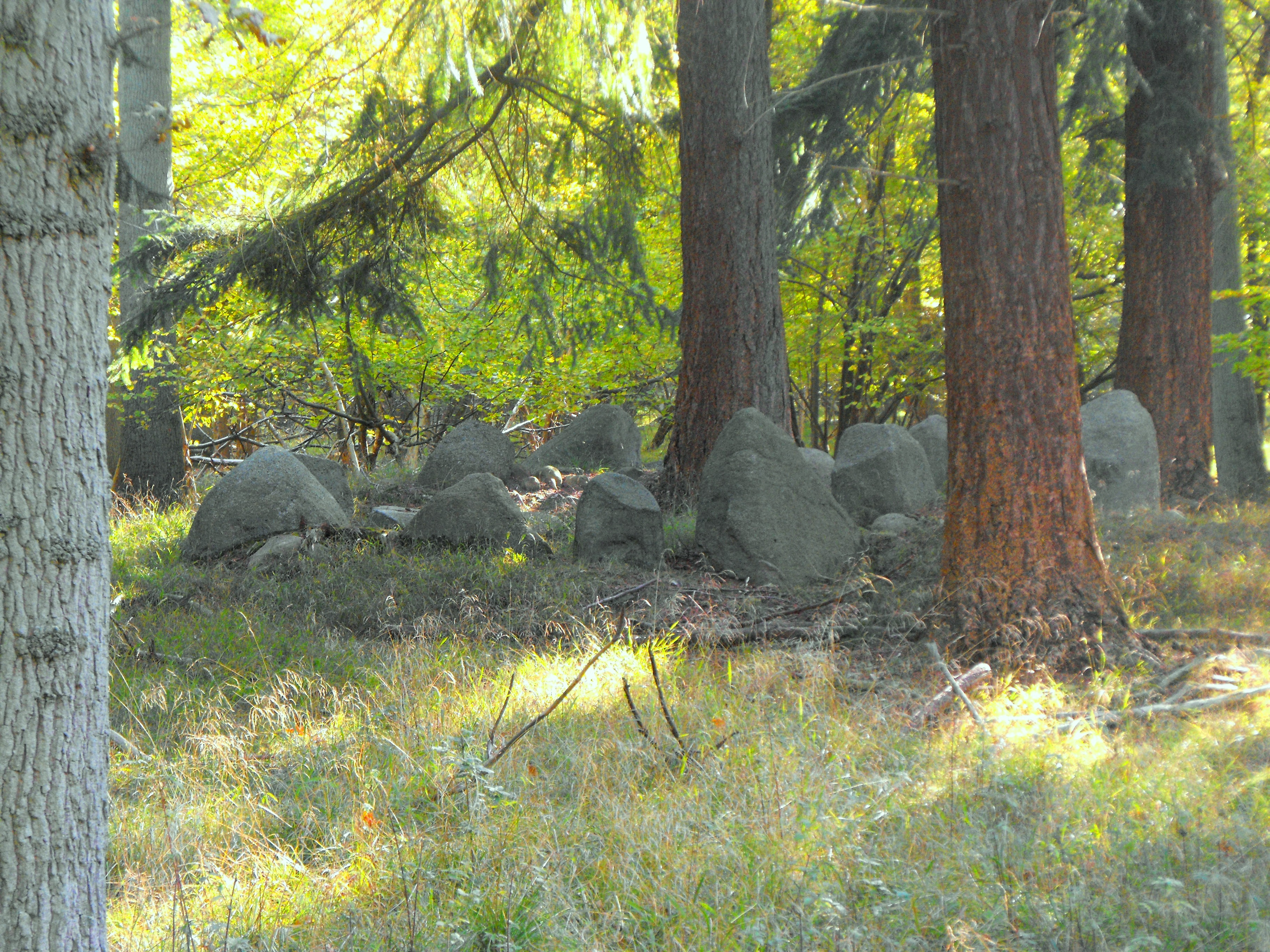
Runddysse SB 15 im Roden Skov

Der Langdysse im Roden Skov (auch Taagense Skov, Afd. 4 genannt) liegt am Südrand des Waldes in Nysted Lan, bei Vantore im Südosten von Lolland in Dänemark. Die Megalithanlage der Trichterbecherkultur (TBK) entstand zwischen 3500 und 2800 v. Chr.

## Beschreibung
Das etwa 22,0 × 6,75 m messende, etwa 0,8 m hohe, West-Ost orientierte Hünenbett des Langdysse, hat zwei rechteckige, parallelliegende Kammern von Urdolmen mit großen, aber verlagerten Decksteinen. Von den Randsteinen der Einfassung des Hügels sind 25 erhalten, es fehlen etwa fünf.
Die Randsteine der Langseiten sind im Westen am höchsten und werden nach Osten kleiner. Die Randsteine der Schmalseiten stehen, wie bei Kong Grøns Høj, ein kleines Stück innerhalb der Längsseiten. Etwa 1,5 m außerhalb der westlichen Randsteine liegt eine Querreihe von Steinen geringerer Größe.
Kammer 1 liegt etwa 3,5 Meter – Kammer 2 etwa 7,5 m – und Kammer 3 etwa 17,5 m von der Ostseite entfernt.
Kammer 1 ist etwa 1,0 m lang, 40 cm breit und hat vier Tragsteine. Der Deckstein ist schräg nach Südosten verschoben.
Kammer 2 ist etwa 1,20 m lang, 0,5 m breit, 0,75 m tief und hat vier Tragsteine. Der Deckstein liegt östlich der Kammer.
Kammer 3 ist die größte. Ihre Länge beträgt etwa 1,2 m, die Breite liegt über 0,75 m und die Tiefe bei etwa 1,0 m. Sie hat vier Tragsteine. Der Deckstein liegt auf dem Hügel, nördlich der Kammer.
Östlich liegt der meernahe Langdysse Stegens Odde.